# Rouergue

Karte der Rouergue

Wappen der Rouergue

Rouergue (okzitanisch: Roergue) ist eine ehemalige französische Grafschaft und Provinz, deren wesentlicher Bestandteil die Grafschaft Rodez war. Sie entspricht in etwa dem heutigen Département Aveyron in der Region Okzitanien. Die Provinz Rouergue war ca. 9007 km² groß. Bei der Volkszählung von 1999 lebten auf diesem Gebiet 269.774 Einwohner, was einer Bevölkerungsdichte von nur 30 Menschen pro Quadratkilometer entspricht. Die größten Städte in der Rouergue sind Rodez (ca. 24.000 Einwohner), Millau (ca. 22.000 Einwohner), Villefranche-de-Rouergue (12.000 Einwohner) und Decazeville (ca. 6.000 Einwohner).

## Geographie

### Lage
Der Rouergue wird nach Norden von der Auvergne begrenzt, im Süden und Südwesten vom Languedoc, im Osten vom Gévaudan und im Westen vom Quercy. Ihre Hauptstadt war Rodez.

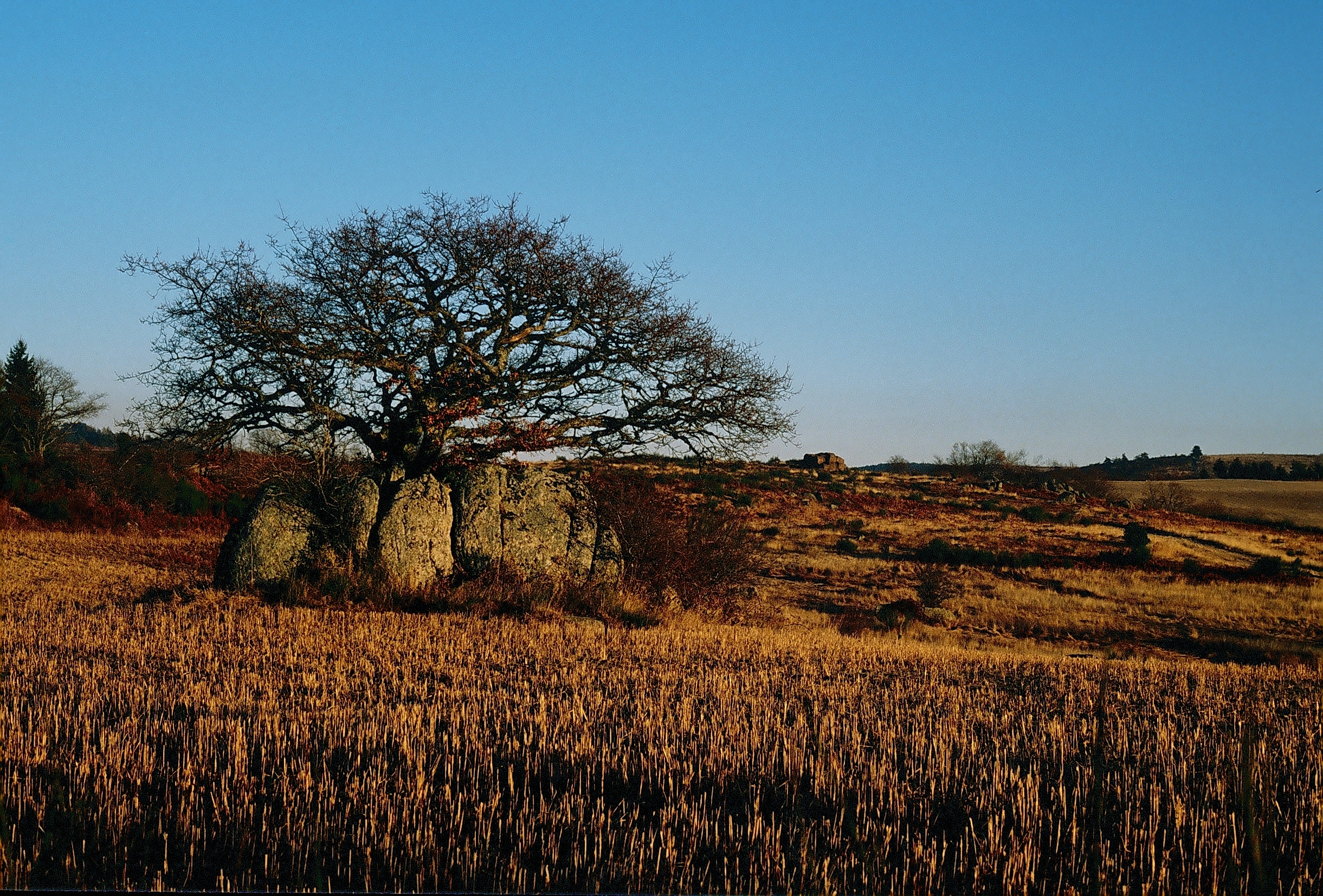
Landschaft mit Megalithen im Rouergue

### Landschaft
Die Landschaft ist hügelig mit durchschnittlichen Erhebungen von etwa 400 bis 600 Metern; im Norden und im Südosten (bei Millau) werden auch Höhen von über 1000 Metern erreicht. Während weite Gebiete im Norden und Westen bewaldet sind, sind die östlichen Teile der Rouergue wegen ihrer karstigen Böden eher waldarm und steppenartig. Wichtigster Fluss ist der Aveyron, der in seinem Unterlauf die Grenze zwischen der Rouergue und dem westlich gelegenen Quercy bildet. Der Süden der Rouergue wird vom Oberlauf des Tarn und seinen Nebenflüssen geprägt.

### Klima
Aufgrund ihrer Nähe zum Zentralmassiv erreichen die sommerlichen Temperaturen im Rouergue nur selten über 30 °C. Im Winter sind Nachtfröste häufig, wenngleich die Tagestemperaturen bei etwa 10 °C liegen.

## Wirtschaft
Der Rouergue war schon immer landwirtschaftlich geprägt, wobei im Westen Feld- und Forstwirtschaft dominierten, während auf den karstigen Böden der Causses im Osten Schafe gehalten wurden.

## Geschichte

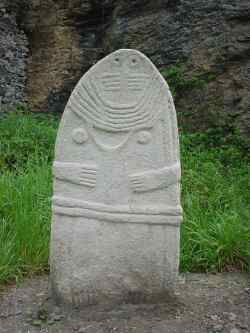
Statuenmenhir La Dame de Saint-Sernin

Einige Zeugnisse aus prähistorischer Zeit sind überliefert: Darunter fallen vor allem die außergewöhnlichen Statuenmenhire, deren Datierung zumeist in die Zeit um 2000 bis 2500 v. Chr. angesiedelt wird. Eine Sammlung dieser Steine befindet sich im Musée Fenaille in Rodez. Einige Dolmen haben sich im Westen des Rouergue (bei Villefranche) erhalten, doch sind die meisten aufgrund des verwendeten Kalksteinmaterials weitgehend zerstört.
Vor der Eroberung Galliens durch die Römer war der Rouergue von den Rutenern bewohnt. Nach dem Fall des Römischen Reichs wechselte der Rouergue häufig den Herrscher: Er fiel 472 an die teilweise dem Arianismus anhängenden Westgoten, 507 an die Franken, 512 wieder an die Westgoten und 533 an Austrasien. Im Jahr 588 kam das Land an das Herzogtum Aquitanien, dem es Pippin der Kurze im Jahr 768 wieder abnahm. Karl der Große fügte es 778 dem Königreich Aquitanien hinzu und setzte Grafen ein, die in der Folge die Erblichkeit des Titels durchsetzten. Mitte des 9. Jahrhunderts bestätigte Karl der Kahle die Grafen von Rouergue in ihrem Besitz und fügte ihm die Grafschaft Toulouse hinzu, die er aus dem Herzogtum Aquitanien herauslöste. Im Jahr 918 waren Raimund II. († 923) und Armengol I., die Söhne des Grafen Odo, im Besitz von Toulouse bzw. des Rouergue. Armengols Sohn Raimund I. († 961/961) wurde 936 sogar Herzog von Aquitanien.
Beim Tod des Grafen Hugo (1053), Enkel Raimunds I., musste sich seine Tochter Bertha mit dem Grafen Wilhelm IV. von Toulouse und dessen Bruder Raimund von Saint-Gilles um ihr Erbe streiten. Als Bertha im Jahr 1065 starb, wandten sich die Brüder gegeneinander und einigten sich erst nach 15 Jahren Kampf darauf, dass Wilhelm Toulouse und seine Umgebung und Raimund den Rouergue bekommen sollte. Nach Wilhelms Tod (1094) folgte Raimund in Toulouse und der Rouergue wurde zur Apanage der Söhne der tolosanischen Herren. Raimund starb im Jahr 1105 in Palästina und hinterließ mit Alfons-Jordan einen minderjährigen Sohn. Raimund Berengar III., Graf von Barcelona und Vizegraf von Millau, und Wilhelm VII., Herzog von Aquitanien und Graf von Poitou, fielen bewaffnet in Toulouse und in den Rouergue ein. Alfons zog sich in die Provence zurück und erhielt seine beiden Grafschaften erst im Jahr 1120 wieder. Sie blieben im Besitz der Grafen von Toulouse, bis sie mit dem Tod Johannas, der Ehefrau von Alfons von Poitiers, Graf von Poitou, im Jahr 1271 an die Krone fielen.
Während die Region von katharischem Gedankengut nur wenig berührt wurde, spielte im 16. und 17. Jahrhundert der Protestantismus eine wichtige Rolle, die jedoch mit dem Widerruf des Edikts von Nantes (1598) durch das Edikt von Fontainebleau (1685) eine Ende fand. Viele Hugenotten verließen in der Folge das Land.
Im Jahr 1779 wurde der Rouergue dem Quercy bzw. der neuentstandenen Provinz Haute-Guyenne angegliedert. Im Zuge der Französischen Revolution (1790) wurde das Gebiet in das Département Aveyron umgewandelt, das nach dem größten Fluss der Region, dem Aveyron, benannt wurde. Als im Jahre 1808 das Département Tarn-et-Garonne gebildet wurde, wurde der äußerste westliche Teil der Rouergue abgetrennt und dem neuen Département zugeschlagen.

## Sehenswürdigkeiten
Die abwechslungsreichen Landschaften des Rouergue eignen sich für kürzere oder längere Wanderungen, bei denen auch einige Dolmen und Menhire zu besichtigen sind. Einige der Schönsten Dörfer Frankreichs (Belcastel, Brousse-le-Château, Conques, La Couvertoirade, Estaing, Najac, Peyre, Saint-Côme-d’Olt, Sainte-Eulalie-d’Olt und Sauveterre-de-Rouergue) befinden sich ebenfalls im Rouergue. Kulturelle Höhepunkte sind die romanische Abtei Ste-Foy de Conques, das Zisterzienser-Kloster Beaulieu-en-Rouergue und die Kathedrale von Rodez.

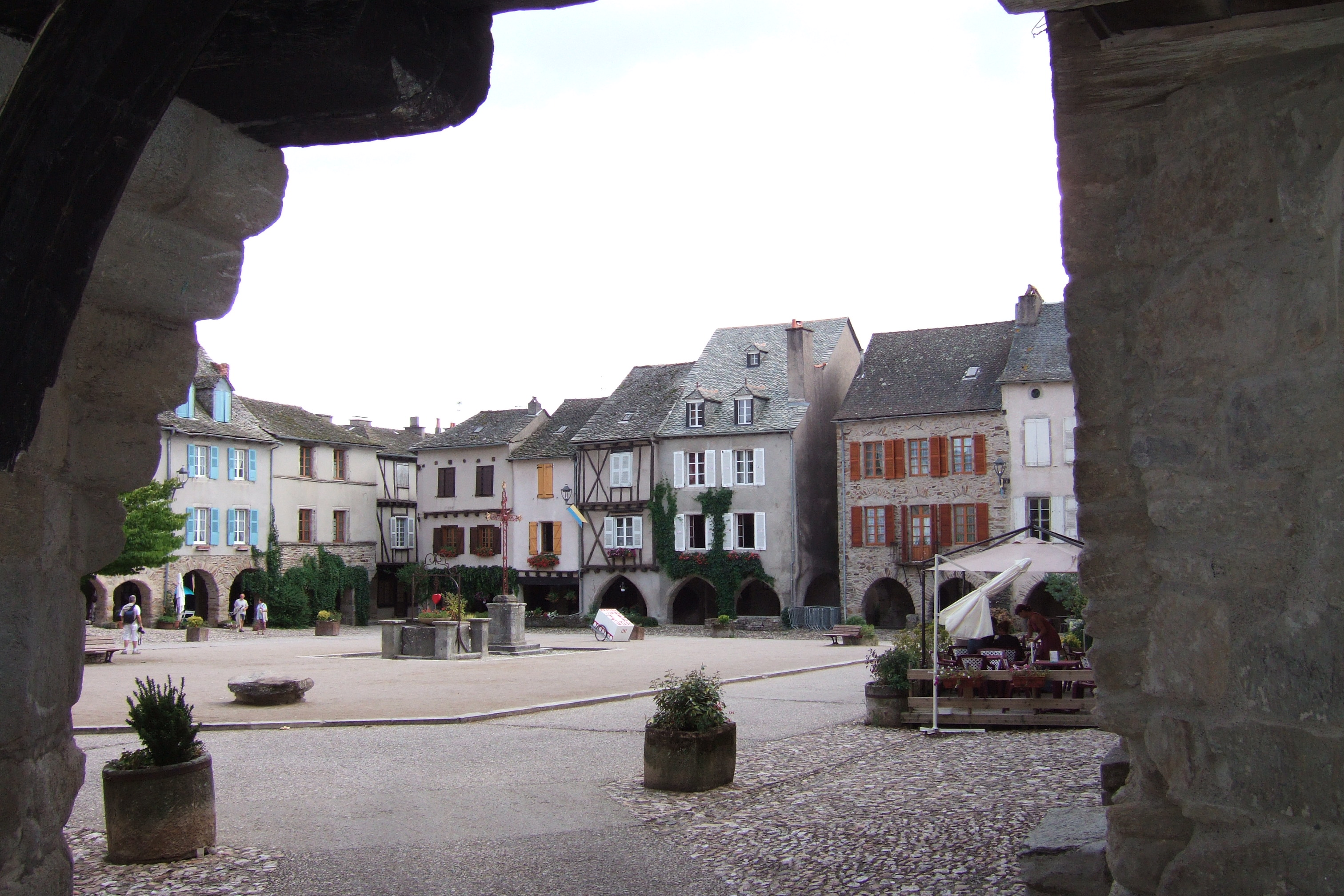
Sauveterre-de-Rouergue
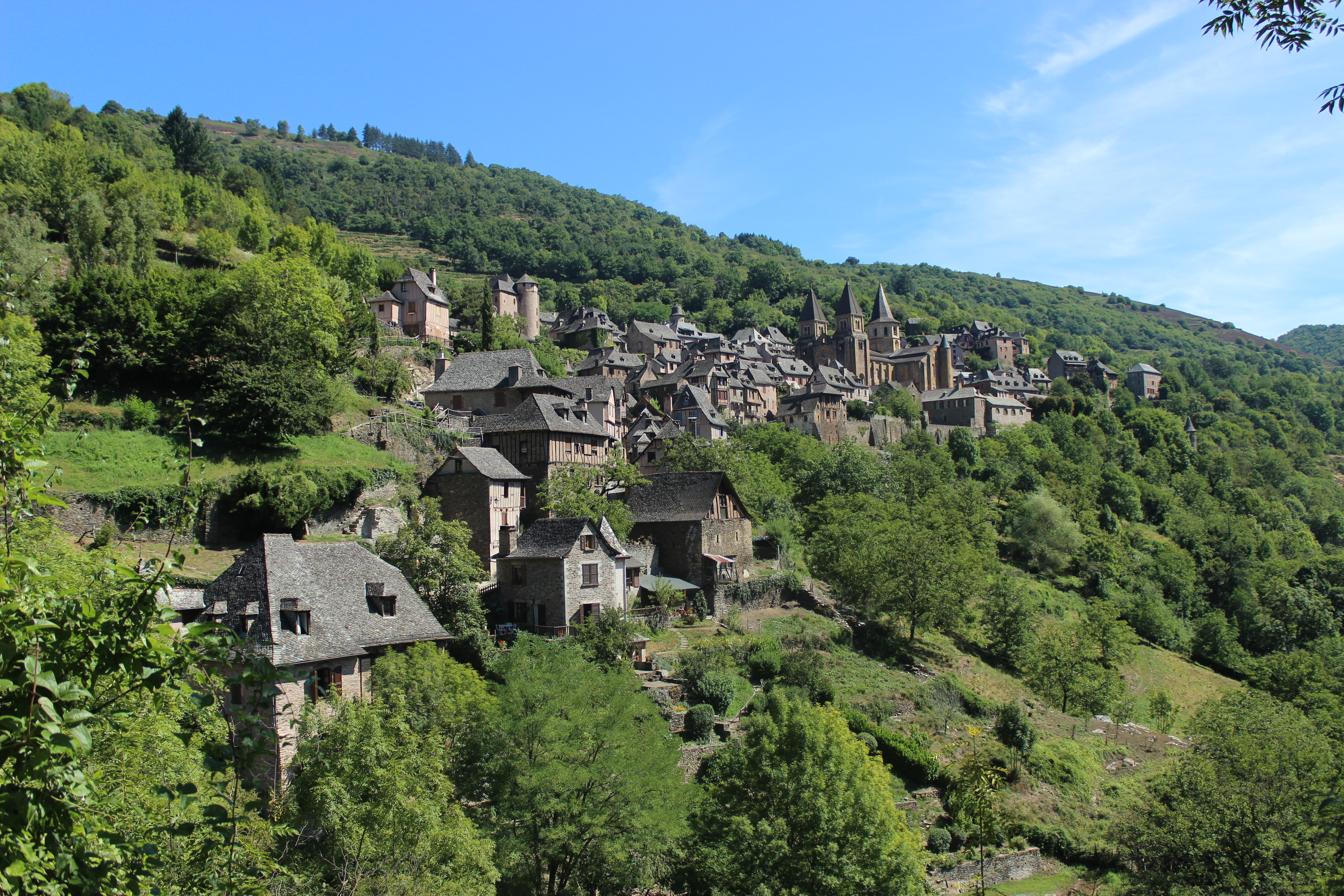
Conques
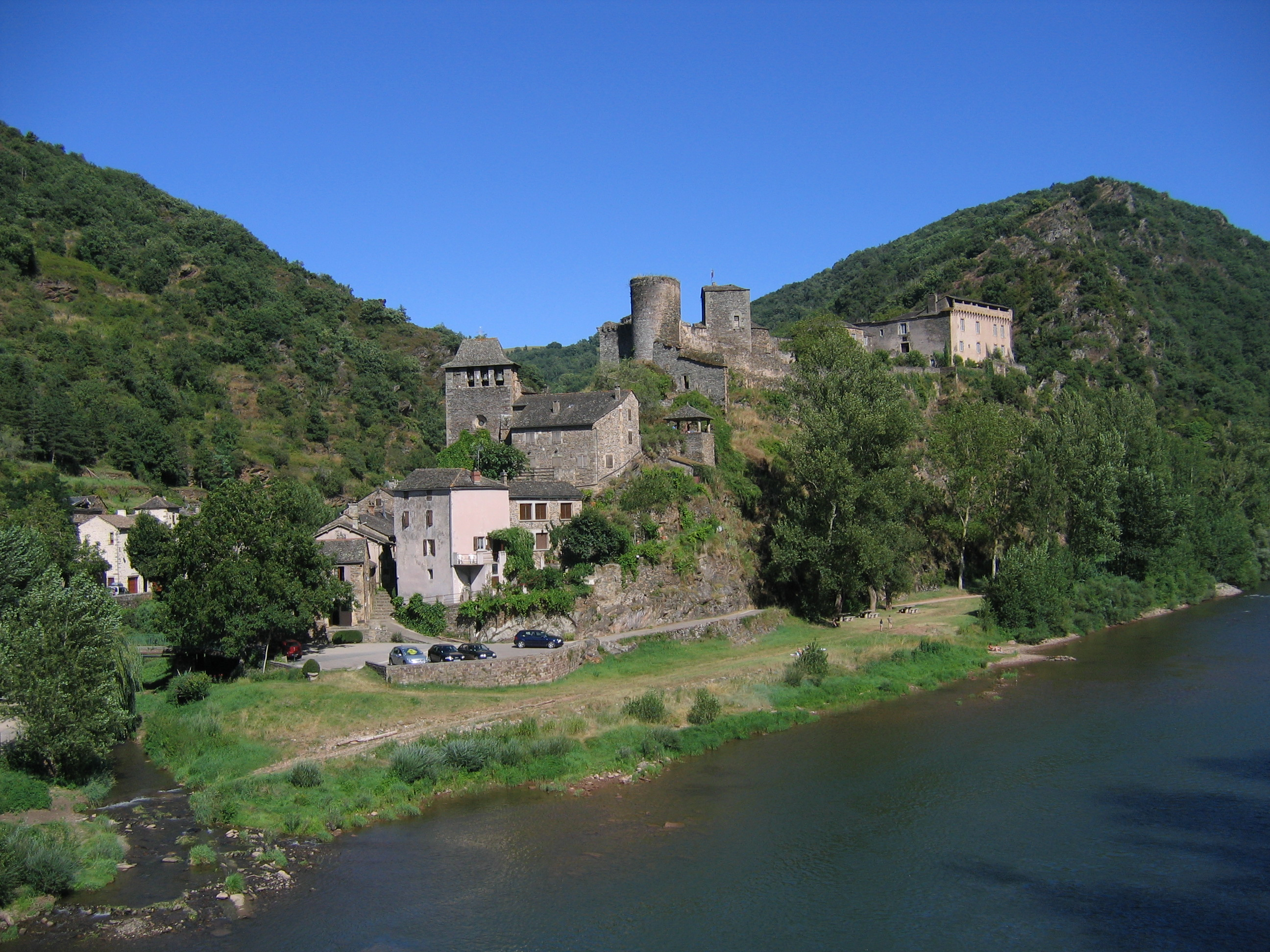
Brousse-le-Château am Tarn
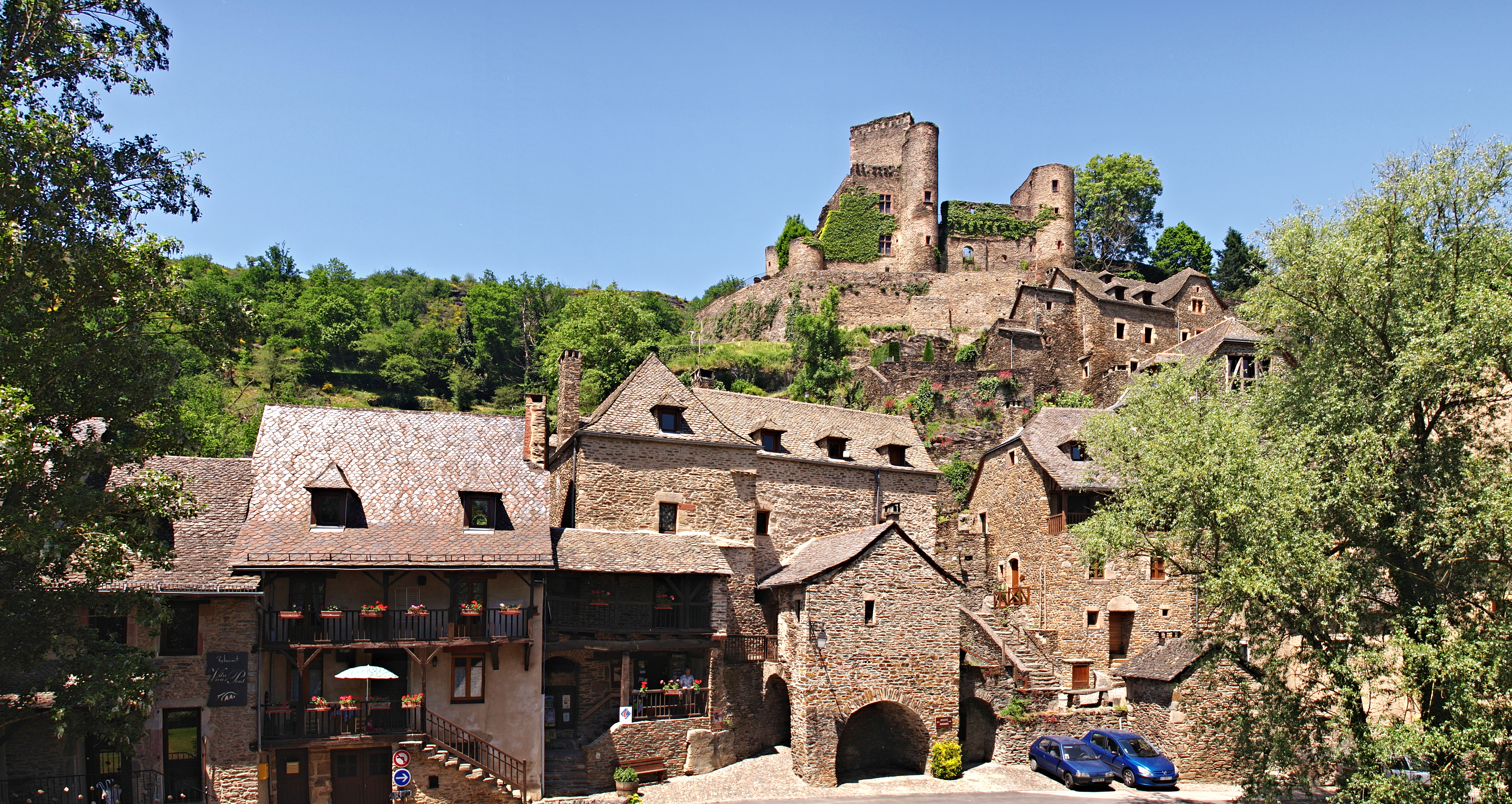
Belcastel (Aveyron)
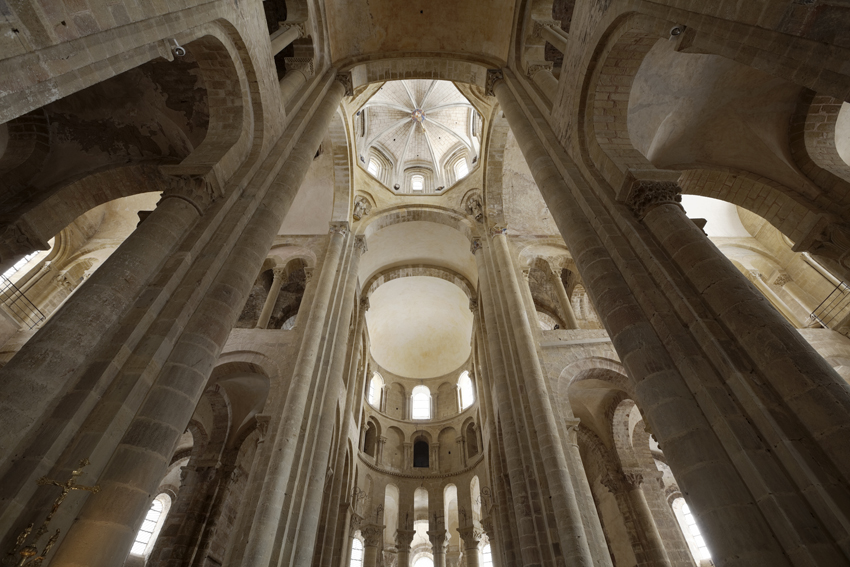
Vierung und Umgangschor der Abtei Ste-Foy de Conques
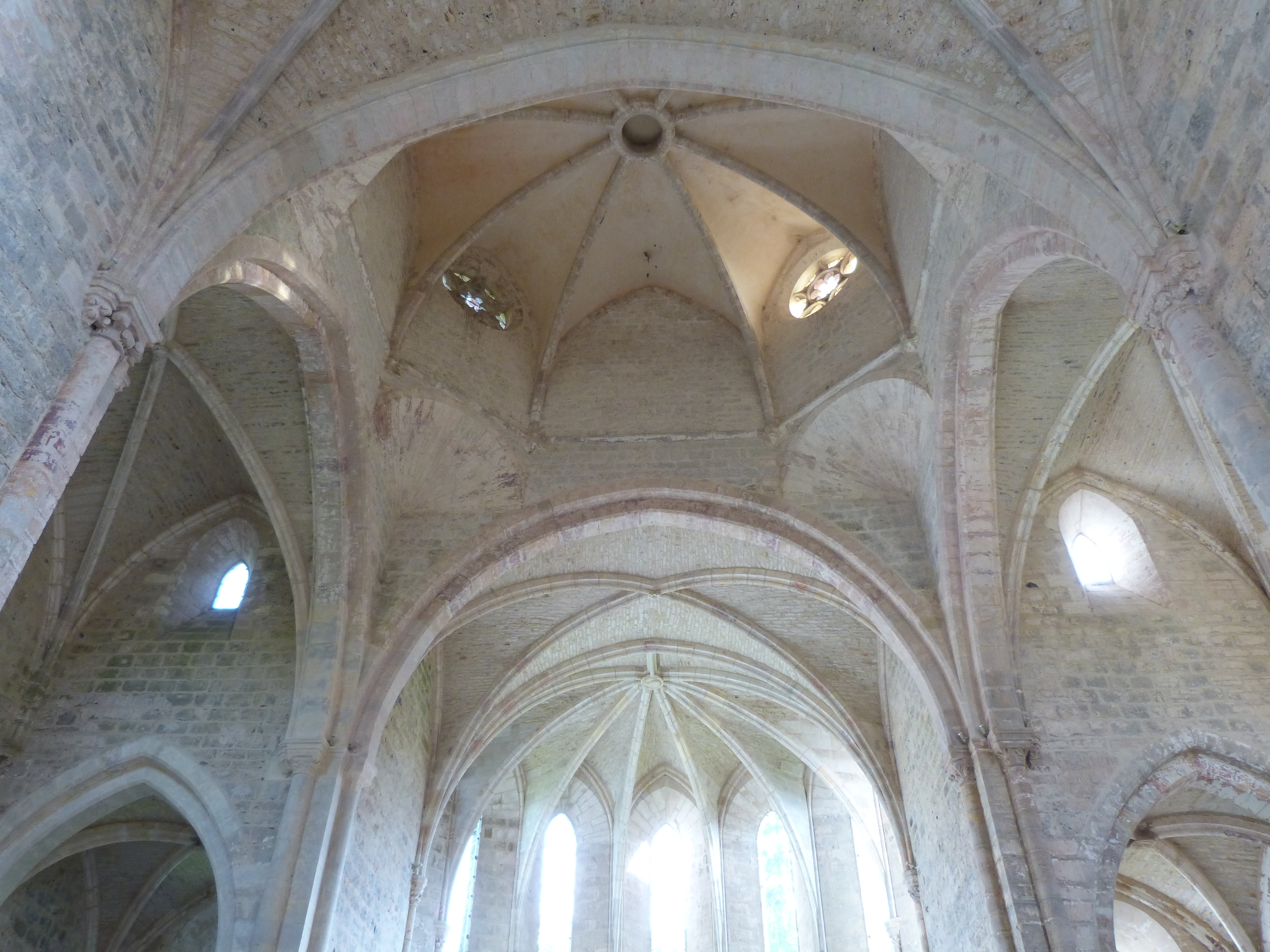
Vierung und Chor des Zisterzienser-Klosters Beaulieu-en-Rouergue
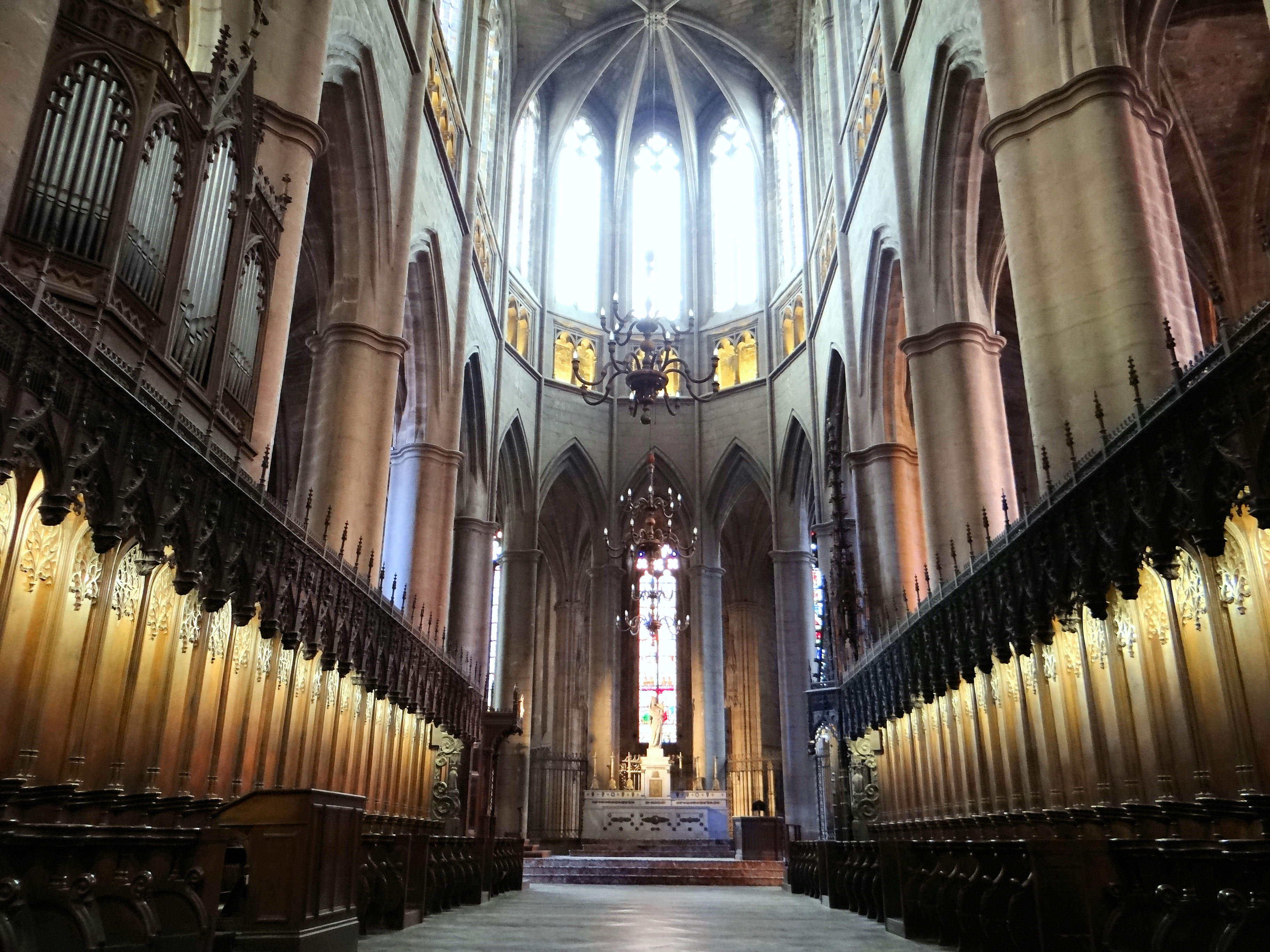
Chor und Chorgestühl der Kathedrale von Rodez
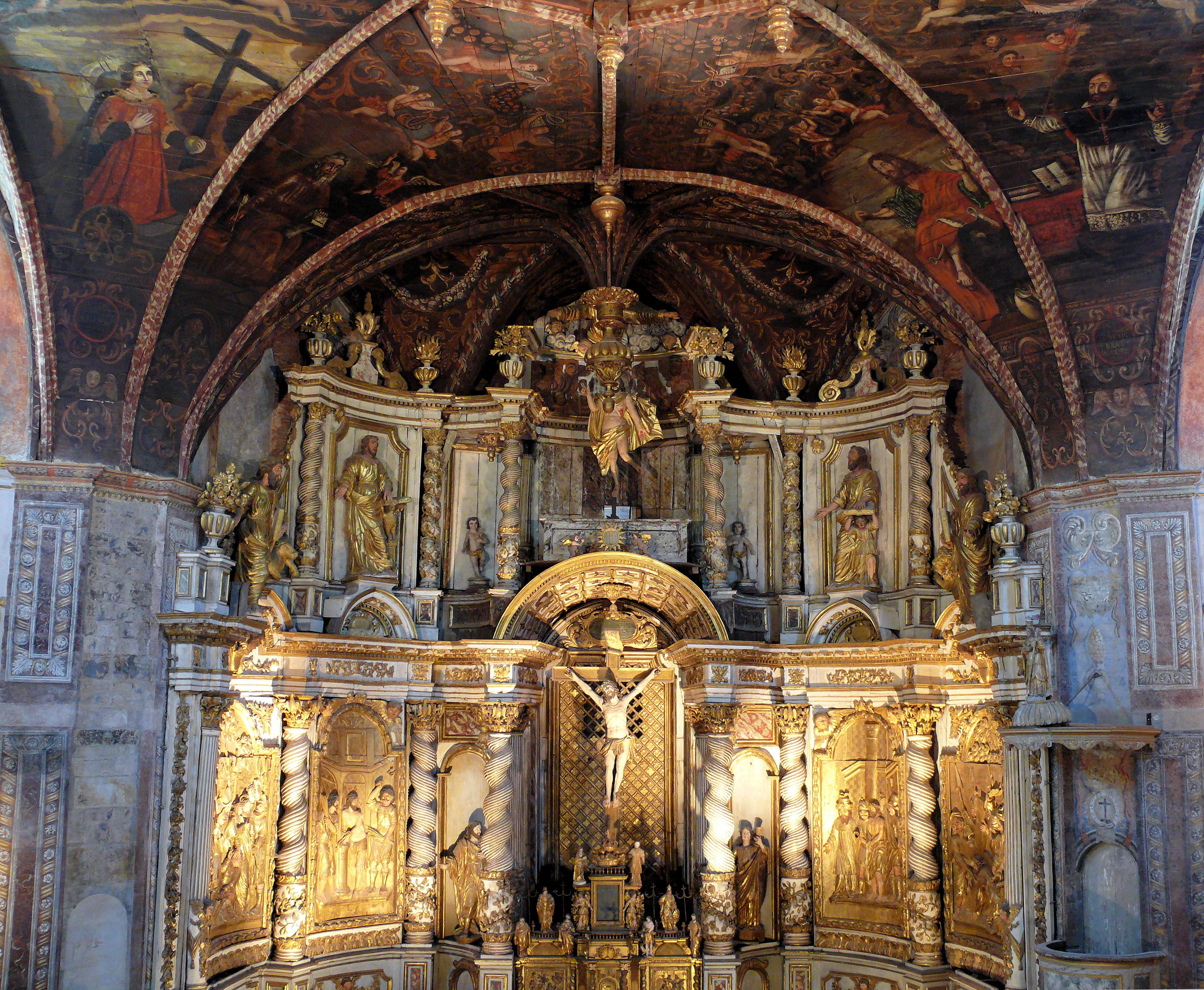
Kapelle der Schwarzen Büßer in Villefranche-de-Rouergue